# Doris Abele

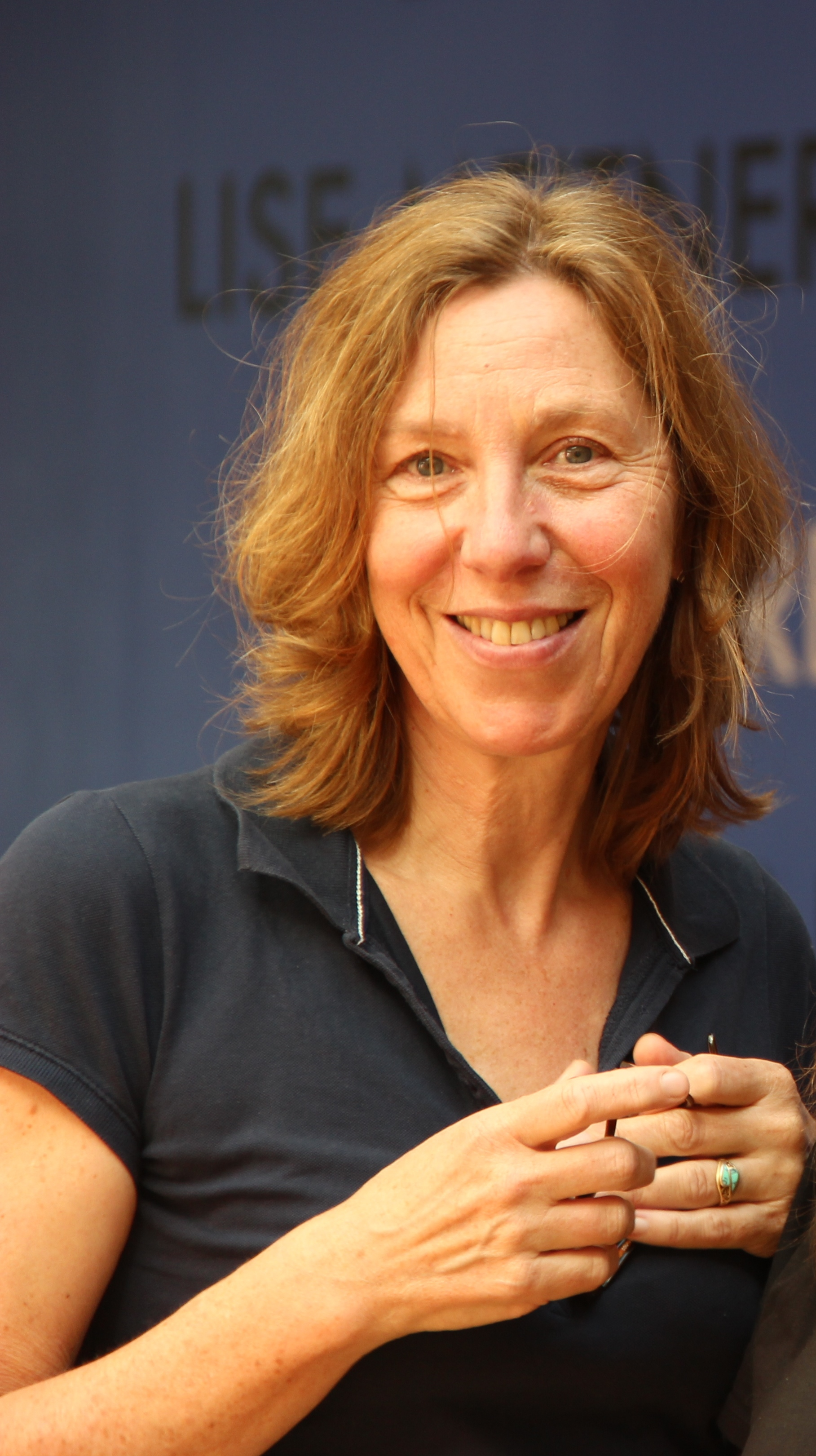
Doris Abele (2015)

Doris Abele  (* 22. Juni 1957 in Lübeck; † 21. November 2021 in Bremen) war eine deutsche Meeresbiologin, Autorin und Dozentin der Universität Bremen. Sie arbeitete am Alfred-Wegener-Institut (AWI) in Bremerhaven.

## Ausbildung
Abele studierte Biologie an der Universität Düsseldorf und erlangte im Jahr 1988 ihren Doktortitel in Meeresbiologie und Biochemie an der Universität Kiel. Danach forschte sie an der Universität Bremen, wo sie 1998 habilitierte. Bis zu ihrem Tod war Doris Abele am Alfred-Wegener-Institut Helmholtz-Zentrum für Polar- und Meeresforschung (AWI) in Bremerhaven tätig.

## Leben und Wirken
Zu Abeles Forschungsinteressen gehörten polare Ökosysteme, die Adaption und Evolution von marinen Wirbellosen sowie die Reaktion von marinen Organismen auf Sauerstoffmangel. Ein weiterer Schwerpunkt waren die Auswirkungen von klimatischen Veränderungen auf Lebewesen in Bodenzonen von Gewässern in Antarktischen Küstengebieten. Neben Veröffentlichungen zu ihrer Forschung verfasste Abele universitäre Lehrmaterialien und Bücher verfasst.
Von 2007 bis 2009 koordinierte Abele das IPY-ClicOPEN-Projekt und von 2011 bis 2013 das IMCOAST-Projekt. Von 2013 bis 2016 leitete sie das Projekt IMCONet, von 2017 bis zu ihrem Tod 2021 das DynAMo-Projekt, das sich mit den schmelzenden Eismassen und deren Einfluss auf die Ökosysteme im Beagle-Kanal in Südamerika befasst. Sie führte neun Expeditionen zur Carlini-Station auf King George Island in der Antarktis an.

## Werke
- D. Abele, J.-P. Vazquez-Medina, T. Zenteno-Savin: Oxidative Stress in Aquatic Ecosystems. Wiley-Blackwell, 2011, ISBN 978-1-4443-3548-4.